# Francis Soler
Francis Soler, né le 21 mars 1949 à Alger en Algérie, est un architecte français, lauréat en 1990 du Grand prix national de l'architecture.

## Biographie
Francis Soler reçoit son diplôme de l’école d’architecture de Paris-Villemin en 1976. Il est membre de l’Ordre des architectes de France depuis 1976.
Depuis 1973, il a participé et soumis des projets à plus d’une centaine de concours d’architecture.[réf. nécessaire] En 1985, il crée une structure libérale, Francis Soler architecte, et, en 1994, il crée la société anonyme Architectures Francis Soler, dont il est le Président directeur général.
L'agence de Francis Soler compte une vingtaine de bâtiments construits, mais c’est le projet du Centre de conférences internationales de Paris qui lui valut la célébrité et lui a ouvert la voie vers des projets conçus sur la limite étroite entre les espaces de l’architecture et de l’art.[réf. nécessaire].
Francis Soler obtient le grand prix national d'architecture en 1990 et est nommé au grade de Commandeur dans l’ordre des Arts et des Lettres en 2005, au lendemain de la réalisation de l’immeuble des « Bons Enfants », à Paris, qui devient alors le siège du Ministère de la Culture et de la Communication, puis au grade de chevalier dans l’Ordre national de la Légion d’honneur, deux plus tard. Son travail et ses réalisations ont été relatés à travers diverses conférences dans le monde et de nombreux articles de presse aussi bien au niveau national (AMC, Archis News, Intramuros, Le Moniteur, Beaux Arts, etc.) qu’international (Architectural Review, Archi +, Bauwelt, Arte et Construccion, AV…).
En 2015, Francis Soler livre le nouveau centre de recherche et développement d'EDF à Palaiseau (Essonne), dans l'un des quartiers du projet d'aménagement Paris-Saclay.

## Démarche
Il a en effet, proposé pour les « Bons Enfants », d’envelopper l’ensemble des bâtiments d’une résille vibrante et unificatrice. C'était en 1994. Bien avant que cette solution ne soit reprise dans bon nombre de projets. Toujours en 1994, il a dessiné le lycée de Nouméa à partir d’un dispositif sophistiqué de ventilation naturelle, sans suivre le programme qui demandait de la climatisation, au point d’être déclaré hors concours. En 1999, pour la reconversion de la Base sous-marine de Keroman à Lorient, il implante sur un site rugueux, un champ d’éoliennes entre eau et béton. Une « utopie » selon le jury. Mais une « utopie » qui aurait fourni à la ville de Lorient, la moitié de ses besoins en énergie électrique et dont la faisabilité était confirmée par une lettre d’EDF qui s’engageait à financer le projet.[réf. nécessaire]
Ses travaux et recherches sont extrêmement diversifiés et portent aussi bien sur des logements (Clichy, Durkheim, Auteuil, Parc 17, Nouveau Palace), des équipements tertiaires (Ministère de la Culture, Centre R&D pour EDF, les Frigos, Palais de Justice d’Aix-en-Provence), culturels (Musée du Quai Branly, Cour Visconti Musée du Louvre, Philharmonie de Paris, Centre culturel de Calvi Balagne), ou urbains (Pont sur l’Arno, Cœur d’Orly, Séoul Superground). Il a participé aux grands concours qui caractérisent la commande publique en France et à l’international, ainsi qu’à de nombreux concours sur invitation.

## Projets

### Principales réalisations
- 2016 : Centre de Recherche et Développement D'EDF sur le Plateau de Saclay[5] à Palaiseau / 50 000 m2.
- 2016 : 98 Logements et bureaux sur la ZAC Cardinet-Chalabre, Paris 17e[7] / 8 717 m2.
- 2011 : 180 logements et 3 commerces, Avenue du marché gare, Montpellier / 13 639 m2.
- 2009 : Ateliers d'artistes, bureaux pour PME et commerces sur la ZAC Massena, Rue Messiaen, Paris 13e[8] / 13 600 m2.
- 2005 : immeuble dit « des Bons-Enfants » du Ministère de la Culture/ rue Saint-Honoré à Paris, avec Frédéric Druot / 30 000 m2.
- 2001 : 70 logements et des commerces, rue Paul Signac à Clichy[9] / 4 826 m2.
- 1994 : 94 logements PLI et une crèche de 80 berceaux sur la ZAC de Tolbiac aux nos 9-19  rue Émile-Durkheim à Paris / 10 500 m2.
- 1991 : 20 logements, Cité Saint Chaumont à Paris 19e / 1 400 m2.
- 1990 : Immeuble de bureaux, 66 rue de Meaux, 42-46 rue Armand Carrel, Paris 19e[10] / 3 580 m2.
- 1988 : École maternelle, 99 rue Pelleport à Paris 18e[11] / 1 300 m2.

1983 à 1987 : Tribune présidentielle pour la cérémonie du 14 juillet / 1 000 m2.

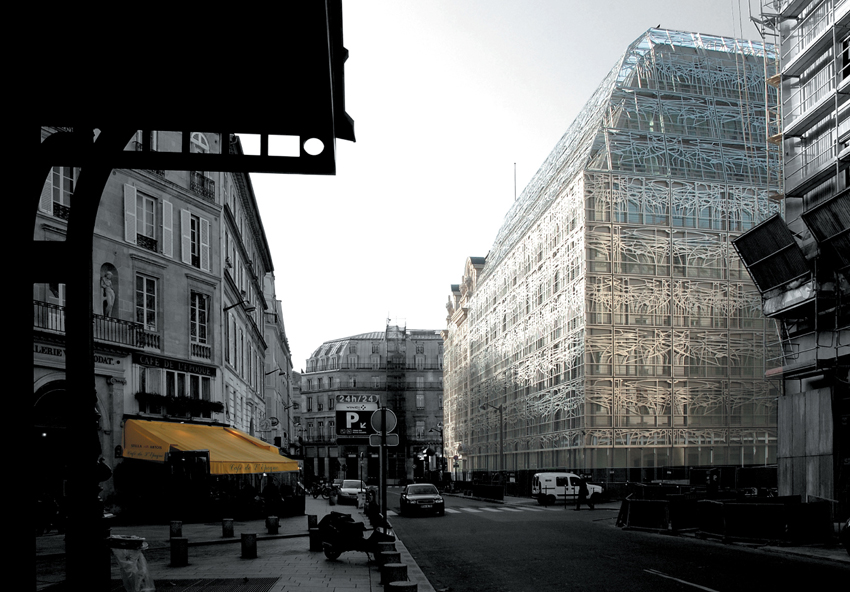
Ministère de la culture et de la communication (2005)

### Opérations en cours
- Opération de 177 logements avec un jardin, une crèche et un parc de stationnement / Gare d'Auteuil, Paris 16e[13] / 7 297 m2.
- Centre culturel de Calvi Balagne / Corse / 2 423 m2.
- 73 logements neufs, 61 logements en réhabilitation (accession et social), crèche, commerces, bureau de poste / Rue campagne première, Boulevard du Montparnasse, Paris 14e / 15 100 m2.
- Pont sur l'Arno, double franchissement du fleuve Arno à Vallina, Florence en Italie.

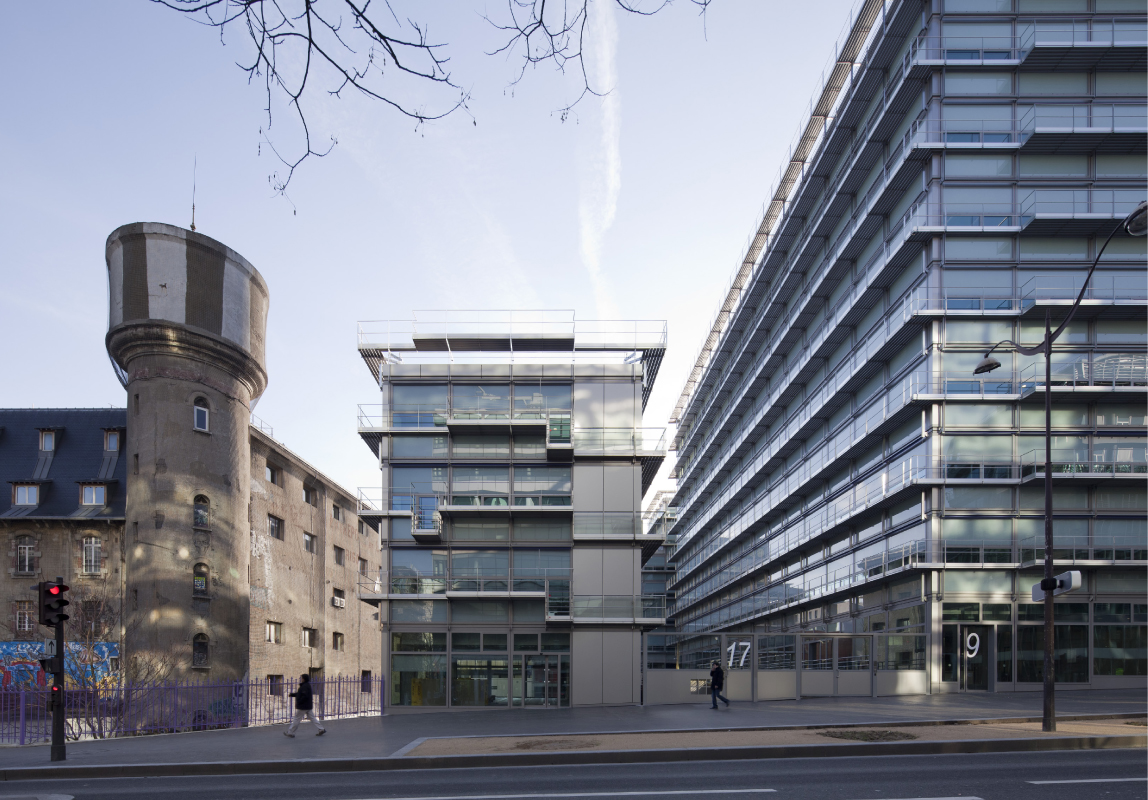
"Les frigos" : Immeuble de Bureaux à Paris (2009)

### Projets en études
- "Tour des jardins de l'Arche" dans le quartier d'affaires de la Défense
- Tours de logements à Monaco
- "SAR16 / Les Nouveaux Villages" à Sarcelles
- Maisons individuelles au Cap Ferret

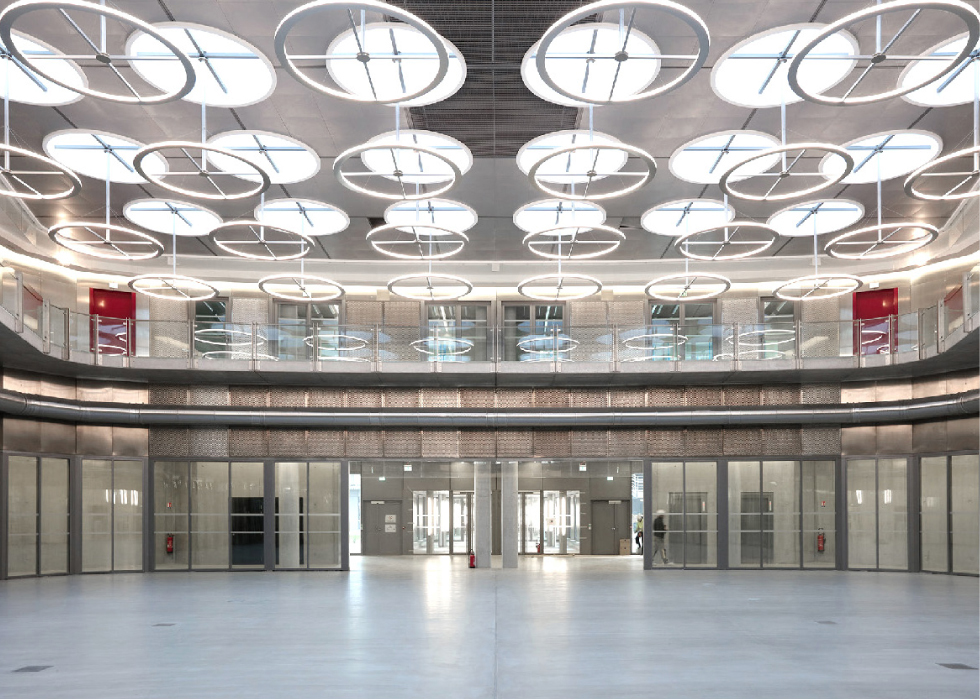
Vue intérieure du Centre de recherche et développement EDF sur le Plateau de Saclay (2016)

### Projets lauréats mais non réalisés
- 2006 à 2007 : Halle de la Grand'Place, marché couvert permanent à Bethune, Nord-Pas-de-Calais, France.
- 2008 : Palais de Justice d'Aix en Provence[14], France.
- 1994 : Aménagement des quais de San Francisco, États-Unis (projet lauréat, non réalisé).
- 1994 : Projet urbain dans le cœur historique de Munich en Allemagne.
- 1994 : Bureaux du Bundestag à Alsenblock en Allemagne.
- 1992 : Viaduc de Saint-Germain-en-Laye et de Mesnil-le-Roi, France.
- 1990 : Centre de conférences internationales du quai Branly à Paris / 70 000 m2.
- 1988 : Monument pour la communication entre le France et le Japon dans la Baie d'Osaka, Japon.
- 1987 : École d'Architecture de Paris Villemin au 148 rue du faubourg Saint-Martin, Paris 20e.

## Publications

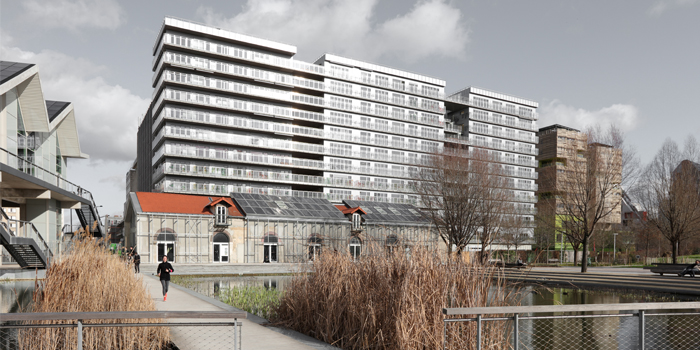
Opération de logements sur la ZAC Cardinet-Chalabre à Paris (2016)

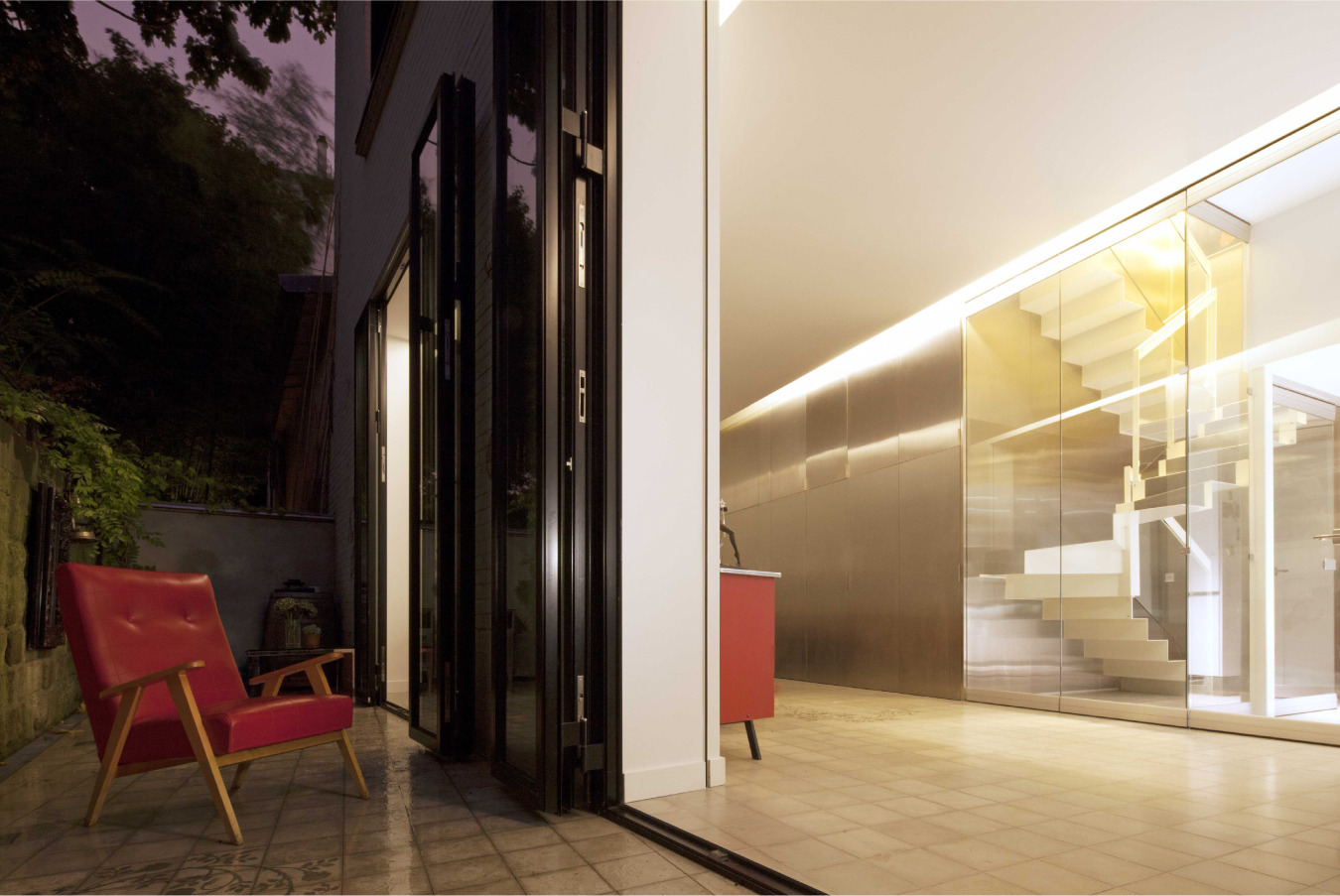
Appartement à Paris (2012)

(novembre 2018).
- Une saveur acidulée, Cree, no 171, 1979, France.
- Collège d'enseignement secondaire, L’Architecture d’Aujourd’hui, no 204, 1979, France.
- Complexe enfance, complexe ville, l’Architecture d’Aujourd’hui, no 216, 1981, France.
- Débat et discours, Pignon sur rue, no 39, 1982, France.
- Tribune présidentielle du 14 juillet 1983, l’Architecture d’Aujourd’hui, no 228, 1983, France.
- Le jeu de la ligne et du détail, le moniteur, Numéro spécial, 1984, France.
- Une école à Cergy Pontoise, AMC, no 6, 1984, France.
- Architecture / Francis Soler et Jean Bernard, Le Moniteur, -, 1984, France.
- Sur la roche scarpeienne, Cree, no 206, 1985, France.
- Allier le rêve à la rigueur, l’Architecture d’Aujourd’hui, no 367, 1986, France.
- Entretient avec Christian Hauvette et Francis Soler, architectures publique, no 66, 1986, France.
- Plus poétique que mimétique, Les prix d'architectures publiques 1986, -, 1986, France.
- Les zoreilles à la mer!, Syndicat de l'architecture le petit journal, no 26, 1986, France.
- Lycée technique - basse terre, architecture publique, -, 1986, France.
- Francis Soler : allier le rêve à la rigueur, architecture & technique, no 367, 1986, France.
- Naissance, mission interministérielle pour la qualité des constructions publiques, -, 1987, France.
- Complesso scolastico « terrasses » à Cergy-pontoise, Abacus, no 9, 1987, Italie.
- Introduction : new architecture in paris, progressive architecture, -, 1987, États-Unis.
- Un projet exemplaire, architectures publiques, no 3, 1987, France.
- Francis Soler, architectes français d'aujourd’hui, -, 1987, France.

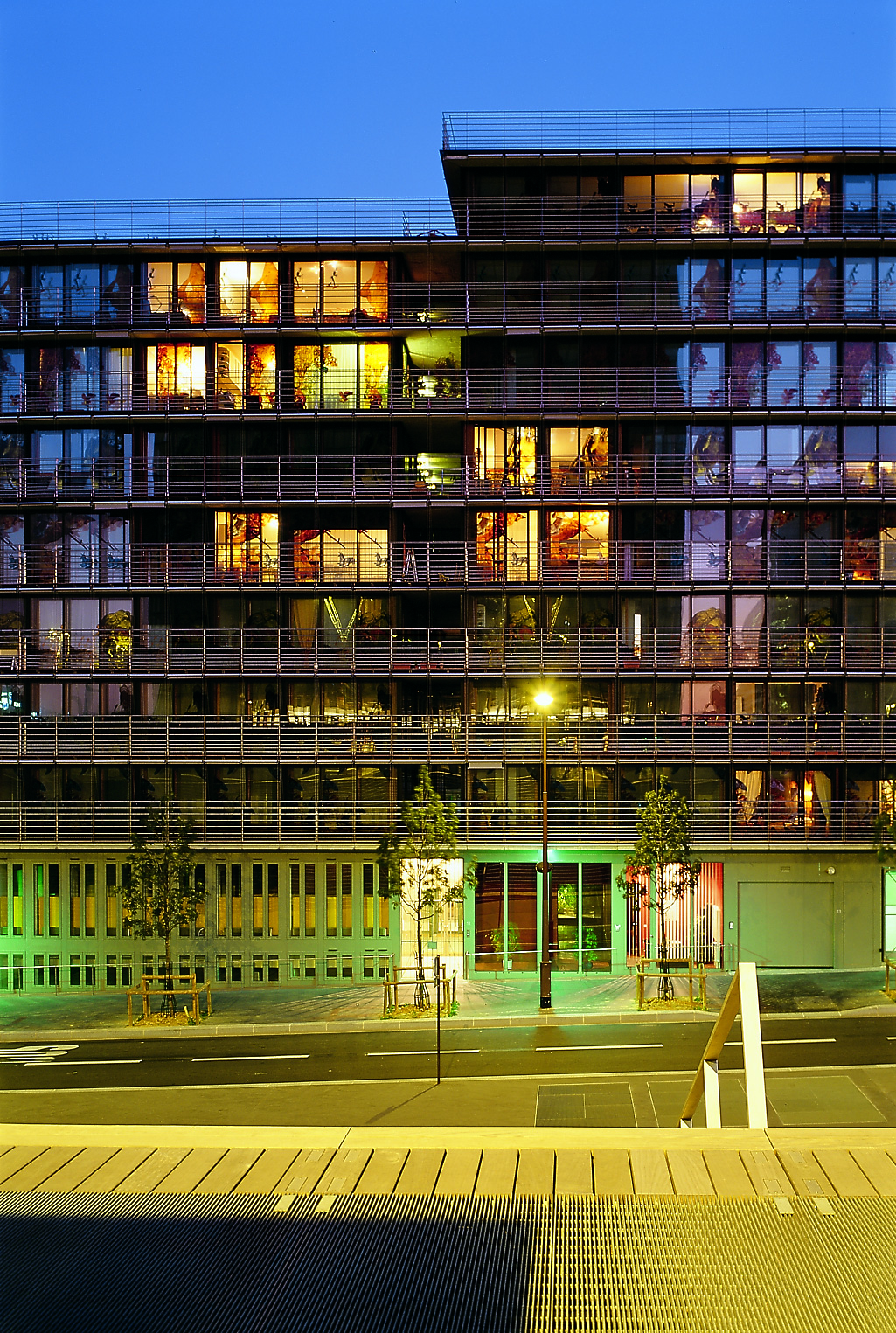
Durkheim 94 logements et une crèche à Paris (1997)

- Durkheim 94 logements et une crèche à Paris (1997)La tour Eiffel du XXIe siècle, Le Nouvel Observateur, no 1215, 1988, France.
- Le piège de l'image sans fond, Architecture et Informatique, no 27, 1988, France.
- Gennevilliers ateliers municipaux centralisés, Topos 92, no 6, 1988, France.
- On va peut-être réussir à vendre quelque chose aux japonais, Paris Match, -, 1988, France.
- Performance et pertinence, Architectures Publiques, -, 1988, France.
- Centre de recherche de la cite Descartes à Marne la Vallée, Architectures Publiques, -, 1988, France.
- Francis Soler : la valeur du sens, Architecture & Technique, no 380, 1988, France.
- Communication France-japon, Architectes-Architecture, no 185, 1988, France.
- Le monument de la communication, Bon à tirer, no 103, 1988, France.
- Monument France japon, L’Architecture d’Aujourd’hui, no 255, 1988, France.
- Francis Soler Alain Pélissier, Reflets, -, 1988, France.
- Le monument de la publication, Bon à tirer, no 103, 1988, France.
- Concours de Passy : une procédure à suivre… au tribunal, Architectes-Architecture, no 187, 1988, France.
- Architectures Actualité, no 26, 1988, France.
- Décalages ou l'école de Pelleport Paris XXe, Architecture et Compagnie, -, 1988, France.
- École maternelle rue Pelleport Paris XXe, Construction scolaire et universitaire, no 15, 1988, France.
- École maternelle : rue Pelleport, Paris XXe, Le Moniteur, -, 1988, France.
- Paris XXe architecte : Francis Soler, Le Moniteur, no 4425, 1988, France.
- Une maternelle pour adultes, architectes-architecture, no 191, 1988, France.
- Concours, architecture publique, -, 1988, France.
- Nos nouveaux locaux, maison de l'artisan du taxi de France, -, 1989, France.
- Projet Soler : provocation iconoclaste ?, Architectes-Architecture, no 195, 1989, France.
- Les années de la synthèse, Beaux-Arts, HORS SERIES, 1989, France.
- Éloge de la légèreté, city, no 48, 1989, France.
- Concours pour la bibliothèque de France, Architecture & Technique, no 386, 1989, France.
- Manège, ménage et sortilège, topos 92, -, 1989, France.
- F. Soler - a. Pélissier une question de communication, Urbanisme, no 228, 1989, France.
- Vorschule rue Pelleport in paris, Frankreich, Architektur+Wettbewerbe, no 138, 1989, Allemagne.
- Exposition, pavillon de l'arsenal, no 8, 1989, France.
- Grands travaux : suite et… fin?, Connaissance des arts, no 461-462, 1990, France.
- Verre et effet pervers, d'A, no 8, 1990, France.
- Le verre aura été l'artisan de la "glasnost" bâtisseuse du président, paris match, -, 1990, France.
- Lauréat du grand prix d'architecture 1990, Francis Soler a été élu, votre logement, no 48, 1990, France.
- Francis Soler, city, no 61, 1990, France.Étude pour un pont sur le fleuve Arno en Italie (2008-2016)

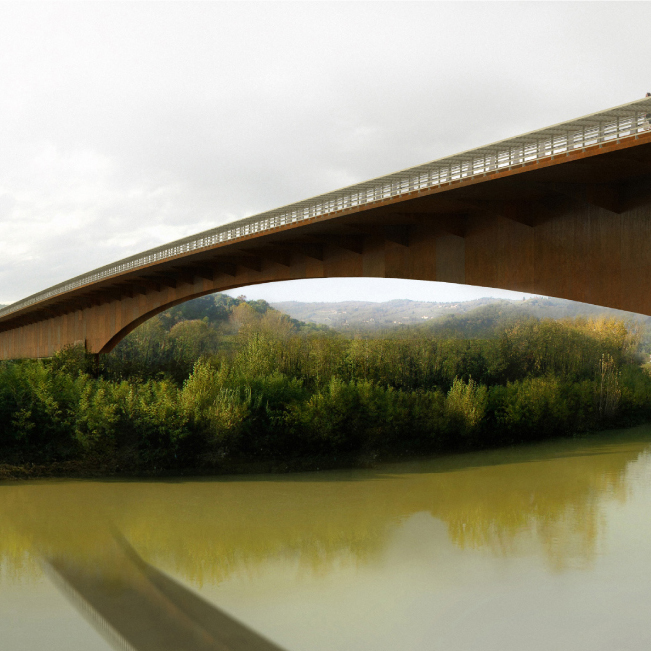
Étude pour un pont sur le fleuve Arno en Italie (2008-2016)

- Le chantier de la gloire, elle, no 2312, 1990, France.
- Rigueur et poésie d'un architecte, marie claire, no 263, 1990, France.
- Francis Soler "l'architecte : un homme de synthèse», le moniteur, no 4497, 1990, France.
- Centre de conférence internationale de paris : Francis Soler, lauréate moniteur, no 4504, 1990, France.
- Francis Soler grand prix national d'architecture 1990, archi news, -, 1990, France.
- Lauréat : Soler, L’Architecture d’Aujourd’hui, no 268, 1990, France.
- Le centre de conférences internationales de paris, architecture & technique, no 389, 1990, France
- Meubles et immeubles, nouvel observateur, no 1333, 1990, France.
- Mitterrand a choisi Soler !, l’évènement du jeudi, no 283, 1990, France.
- Pour le centre de conférences internationales de paris, architecture intérieure crée, no 236, 1990, France.
- Sept projets avec auteurs, city, no 65, 1990, France.
- Un double pour Soler, Crée, no 236, 1990, France.
- Grands travaux suite et fin, Télérama, no 2099, 1990, France.
- Quai Branly : serres Soler / les déclinaisons du symbole France japon, d'A, no 4, 1990, France.
- Centre de conférences internationales : pur et simple, le moniteur, no 4505, 1990, France.
- Francis soler, controspazio, no 2, 1990, Italie.
- Francis Soler, grand prix national d'architecture 1990, le moniteur, no 4495, 1990, France.
- Discipline and Anarchy, Progressive architecture, no 8, 1990, États-Unis.
- Francis Soler, Picabia, no 4, 1990, Japon.
- C.C.I.P. / Centre de conférences internationales, techniques et architecture, no 398, 1991, France.
- Centre de conférences internationales de paris, architecture & technique, n° Spécial, 1991, France.
- Centre de conférence international de paris, architecture & technique, no 398, 1991, France.
- Francis Soler / cite saint Chaumont à Paris, Crée, no 245, 1991, France.
- Loggias entre seine et parc, architecture & technique, no 397, 1991, France.
- Taxi centrale Francis Soler / lagere school Francis Soler, de Architect, no 10, 1991, Allemagne.
- Il lavoro en vetrina, habitat ufficio, no 51, 1991, Italie.
- Centre de conférences internationales, connaissance des arts, numéro spécial grands travaux, -, 1992, France.
- Mises en boîte, elle, no 2449, 1992, France.Exposition "Lieu de spectacle" au Pavillon de l'Arsenal

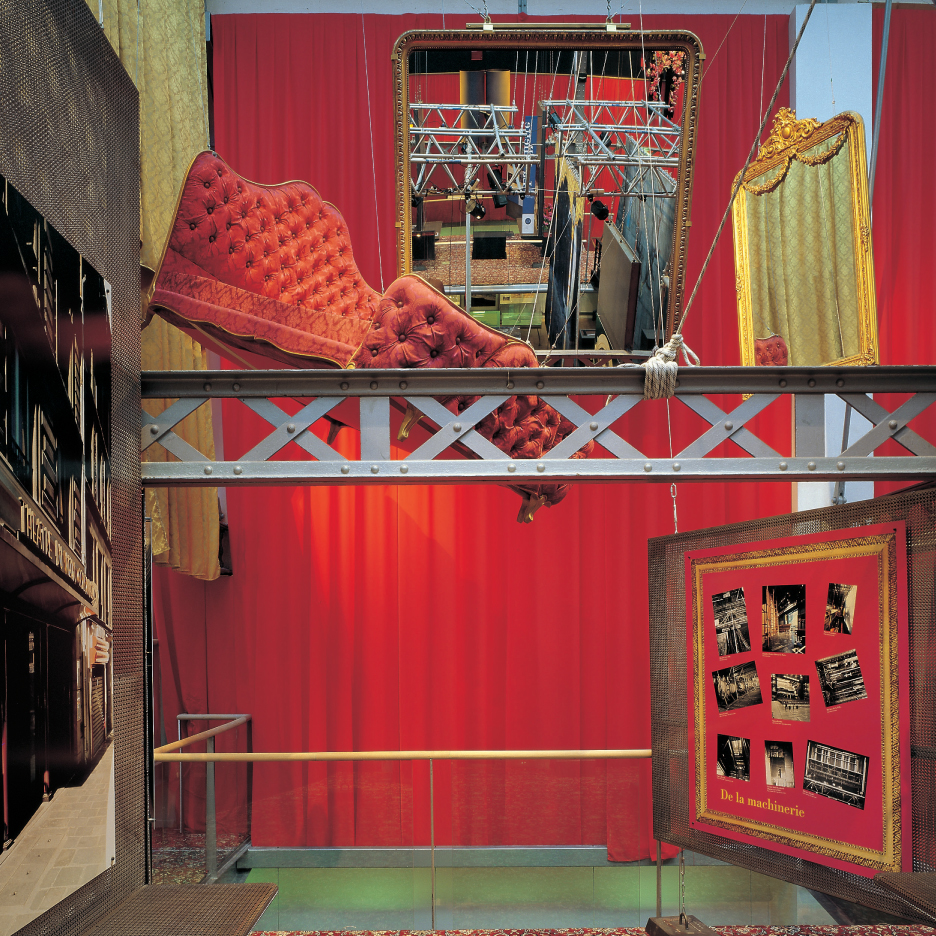
Exposition "Lieu de spectacle" au Pavillon de l'Arsenal

- Quai Branly : le c.c.i.p. rebondit, d'A, no 31, 1992, France.
- Paris, Tostem View, no 37, 1992, Japon.
- Architecture d'autres villes, images du futur 92,-, 1992, Canada.
- Francis Soler & Bertrand Bonnier / parc de Passy, paris, Teyxoe, no 9, 1992, Grèce.
- Projet seine rive gauche, Sap architecture, no 19, 1992, France.
- Verwaltungsgebaude der pariser taxi-innung, Bauwelt, no 83, 1992, Allemagne.
- Balladur annule le dernier grand projet de Mitterrand par Olivier Barban, l'évènement du jeudi, no 474, 1993, France.
- Construire du logement / un débat ouvert, archi made, no 42, 1993, France.
- Conciliabules sous verre, beaux-arts, no 108, 1993, France.
- "Les architectes ou les gallinettes cendrées», pavillon de l'arsenal, no 49, 1993, France.
- Francis Soler, impression, -, 1993, Japon.
- Konferenzzentrum Paris, Bauwelt, no 84, 1993, Allemagne.
- Centre de conférences internationales de paris / entretien avec Francis Soler, architecte, archi made, no 40, 1993, France.
- Le siège de l’OCDE au quai Branly? Le nouvel économiste, no 924, 1993, France.
- Les "cadeaux" de fin d'année / Branly : l'intérêt général l'emporte, d'A, no 32, 1993, France.
- Un palais de verre pour diplomates, géo, no 177, 1993, France.
- Pour le centre de conférences internationales de paris, Crée, no 253, 1993, France.
- Minimalismo e complessita, l'Arca international, no 75, 1993, Italie.
- Centre de conférences internationales : du nouveau, le moniteur, no 4688, 1993, France.
- Transparenze, Ottagono, no 109, 1993, Italie.
- Le cas Soler, d'A, no 39, 1993, France.
- San Francisco embarcadero waterfront competision : Francis Soler prime, architecture & technique, no 407, 1993, France.
- Eight ideas for San Francisco, l'Arca international, no 71, 1993, Italie.
- Baie de San Francisco / Francis Soler, lauréat moniteur, no 4659, 1993, France.
- Francis Soler, nikkei architecture, -, 1993, Japon.
- Théâtre antique, le moniteur, no 4686, 1993, France.
- Quatre pulls signes Francis Soler, jardin des modes, no 182, 1994, France.
- Francisco Soler, Habitar, no 40, 1994, Équateur.
- Deutscher bundestag alsenblock, Berlin, Wettbewerbe Aktuell, no 6, 1994, Allemagne.
- Sites et monuments, no 144, 1994, France.
- Trois questions à Francis Soler, le moniteur, no 4710, 1994, France.
- Soler associe à Koolhaas, d'A, no 48, 1994, France.
- Soler à Munich, Séquence Poétique, d'A, no 47, 1994, France.
- Deutscher Bundestag alsenblock, Berlin, Wettbewerbe Aktuell, -, 1994, Allemagne.
- Les quais de "frisco", paysage actualité, no 164, 1994, France.
- "Encuentros fortuitos impresiones intemporales ciudadania urbana" par Francis Soler, Habitar, no 41, 1995, Équateur.
- Seine rive gauche : le pari de l'an 2000, votre logement, no 74, 1995, France.
- Kraft der intuition, Leonardo, no 3, 1995, Allemagne.
- Editorial, monumental, no 10 et 11, 1995, France.
- Une extension sous réseau, le moniteur, no 4802, 1995, France.
- R comme… résille / IFA entre rêve et plaisir, d'A, no 61, 1995, France.
- Bundeskanzleramt Berlin, Wettbewerbe Aktuell, -, 1995, Allemagne.
- Architectura como atitude, Arte & Construcão, no 53, 1995, Portugal.
- Munchen wettbewerb, Architektur+Wettbewerbe, no 162, 1995, Allemagne.
- Torhauser leipziger platz, Berlin, Bauwelt, -, 1995, Allemagne.
- Le viaduc de Saint Germain en Lay, une simple virgule, projet urbain, no 6, 1995, France.
- L'architecture par le récit par Philippe Tretiack, Intramuros, no 63, 1996, France.
- Vœux de monsieur Douste Blazy, Cultures, no 45, 1996, France.
- "Parages in extremis, art et architecture" par Nikola Jankovic, Art Présence, no 18, 1996, France.
- Interview de Michel Caldagues, Cultures, no 48, 1996, France.
- Les bons enfants / Das neue kulturministerium in paris, Bauwelt, -, 1996, Allemagne.
- 12 artistes s'affichent, Paris : le journal, no 66, 1996, France.
- Que faire des bons enfants?, Beaux-Arts, no 151, 1996, France.
- Parigi : quando la cultura diventa architettura, Ufficiostile, no 4, 1996, Italie.
- L'architecture d'expérimentation de l'esprit et l'expérimentation de l'esprit D'architecture, Architectural culture, no 180, 1996, Japon.
- Francis Soler edifici d'abitatges, Quaderns terra-aigua, no 212, 1996, France.
- Suites sans fin, Arch+, no 134-135, 1996, Allemagne.
- Calendrier de conférences, Le bulletin d’information architecturale, no 191, 1996, France.
- Architectures extrêmes, Grandes lignes tgv, no 34, 1996, France.
- A voir : in extremis, Architecture et technique, no 424, 1996, France.
- La loi des séries : kit ou double, d'A, no 68, 1996, France.
- Lehrjahre bei… Francis Soler traume, AIT, -, 1996, Allemagne.
- Petite biographie, les revues parlées / centre Pompidou, -, 1996, France.
- Editorial : contresens sur l'autoroute, d'A, no 67, 1996, France.
- Huge masterworks, elle, -, 1997, Hong Kong.
- Francis Soler / architecture et ornement, beaux-arts, no 160, 1997, France.
- Le verre support de langage, intramuros, no 73, 1997, France.
- Sur les frontières… parcours Soler, Archimade, no 58, 1997, France.
- Ein blockbaustein aus glas, Bauwelt, no 88, 1997, Allemagne.
- Poeticka technologia, Architektura, -, 1997, Allemagne.
- Wooncomplex van Francis Soler, archis, no 8, 1997, Allemagne.
- Suites sans fin, Quaderns land Arch, no 217, 1997, Espagne.
- Vivendas en la calle Emile Durkheim, Paris, av monographia - Francia Fria, no 65, 1997, Espagne.
- Décor et flexibilité in rue Durkheim, l'Arca international, no 17, 1997, France.
- Détails façade / logements pli paris 13e, AMC, no 83, 1997, France.
- La lanterne contre le tabou. Pli a paris, le bulletin d’information architecturale, no 203, 1997, France.
- Paris rive gauche premiers quartiers, le moniteur, no 4874, 1997, France.
- Trois immeubles de logement à paris, L’ARCHITECTURE D’AUJOURD’HUI, no 311, 1997, France.
- Un dessin anime dans l'air du temps, l'empreinte, no 37, 1997, France.
- Come un televisore, Costruire, no 166, 1997, Italie.
- Francis Soler suite sans fin, GA document, no 53, 1997, Japon.
- A place in the Soler system, building design, no 1329, 1997, Royaume-Uni.
- A seine rive gauche, Soler persiste et signe… … des logements, son plus beau projet, le journal des Arts, no 36, 1997, France.
- 3 échelles / 4 architectes, the french arts festival, -, 1997, Japon.
- "Les nouvelles agences seront d'emblée européennes" entretien avec Douste-Blazy, d'A, no 72, 1997, France.
- Con nombre e apelido, Espectaculos, -, 1998, Argentine.
- Francis Soler joue avec la transparence, l'express, no 2476, 1998, France.
- Rue Emile Durkheim, paris suite sans fin, Glasforum, -, 1998, Allemagne.
- Thema : neue oberflachen - material als architectonisches programm, Baumeister, no 7, 1998, Allemagne.
- Poésie en façade : impressions verticales, d'A, no 82, 1998, France.
- Woongebouw van Francis Soler in Parijs, De Achitects, no 5, 1998, hollande.
- Nuovo edificio residenziale a Parigi, Edilizia Populare, no 257-258, 1998, Italie.
- Francis Soler a Parigi / suite sans fin, Abitare, no 370, 1998, Italie.
- Graphic details, the architectural review, 1215, 1998, Royaume-Uni.
- Verwunschene hullen, Arch+, no 142, 1998, Allemagne.
- Grand Nouméa Soler institut polyvalent lycée polyvalent, Quaderns, no 224, 1998, France.
- "El material diseñado" de frida doveil, Fisuras, no 7, 1999, Espagne.
- Metamorphosen des sehens, der universalist Francis Soler, DBZ - deutsche bauzeitschrift, no 2, 1999, Allemagne.
- 5 manières d'être ou de ne pas être moderne, L’ARCHITECTURE D’AUJOURD’HUI, no 325, 1999, France.
- Francis Soler mencion especial del jurado, Arquitectura y Critica, 14, 1999, Espagne.
- Lycée jean jacques rousseau in sarcelles, Glasforum, -, 1999, Allemagne.
- "Une image, une idée, une innovation», d'A, -, 2000, France.
- Dossier maitrise d'ouvrage, d'A, no 100, 2000, France.
- Concours pour le musée des arts premiers, Bauwelt, no 91, 2000, Allemagne.
- Klein kleiner gruner kaktus, Leonardo, no 5, 2000, Allemagne.
- Branly, un musée en concours, Libération, 5897, 2000, France.
- Concours pour le musée des arts premiers, AMC, no 105, 2000, France.
- Musée des arts premiers, parpaings, no 9, 2000, France.
- Quai Branly : nouvel premier aux "arts premiers", d'A, no 98, 2000, France.
- Regretter les troglodytes, Cosmopolitan, no 318, 2000, France.
- Risques et plaisirs d'une architecture sémantique, L’Architecture d’Aujourd’hui, no 326, 2000, France.
- Techniques et architecture, no 447, 2000, France.
- Le journal des arts, no 103, 2000, France.
- Francis Soler > tomate mozzarella, étape 78, -, 2001, France.
- Francis Soler : architecte a la pointe, Vsd, no 1246, 2001, France.
- Schiebeturen als fassade, Bauwelt, no 92, 2001, Allemagne.
- Francis Soler 70 logements sociaux à Clichy, AMC, no 120, 2001, France.
- Détails des garde-corps, AMC, no 118, 2001, France.
- viaduc de Millau, Aveyron projet / Francis Soler teste les limites par Axel Sowa, L’ARCHITECTURE D’AUJOURD’HUI, no 335, 2001, France.
- Carmen in Paris, Arctecktur, no 2, 2002, Allemagne, AMC, no 121, 2002, France.
- Residenze in rue Paul Signac, Edilizia Populare, no 272, 2002, Italie.
- Miracolo a Parigi, Costruire, no 230, 2002, Italie.
- Best 5, Brutus, no 512, 2002, Japon.
- Logement social pourquoi renoncer?, d'A, no 117, 2002, France.
- Chantier une succession de filtres, AMC, no 136, 2003, France.
- Une audace architecturale, Pixel, no 78, 2003, France.
- Bauwelt, no 95, 2004, Allemagne.
- Professeurs à l'affiche, spécial 2004, -, 2004, France.
- Archicreation, no 3, 2005, Chine.
- Piel metalica, AV Monographs, no 115, 2005, Espagne.
- Pariser spitzen ministerium, DBZ, no 9, 2005, France.
- La culture change d'adresse, Libération, -, 2005, France.
- Transparenz unter spinnweben, Neue surcher seitung, -, 2005, Allemagne.
- Francis Soler avec Frederic Druot et Michel Desvigne, la ville projetée, -, 2005, France.
- Ministry o culture, paris, a10 new european architecture #3, no 3, 2005, Pays-Bas.
- Paravent dore, Cree, no 218, 2005, France.
- Francis Soler : impressions d'artiste, d'A, no 74, 2005, France.
- Béthune : grands travaux et grandes signatures, le moniteur, no 5313, 2005, France.
- Interview de Francis Soler : architecte du projet, Béthune Métropole, no 4, 2005, France.
- Bruke uber den arno, Bauwelt, no 6, 2006, Allemagne.
- Francis Soler : le pont sur l'Arno, Archistorm, no 20, 2006, France.
- Francis Soler, time + architecture, no 3, 2006, Chine.
- Bureaux pour le ministère de la culture, AMC, no 157, 2006, France.
- Détails façades dedans / dehors, AMC, Hors-Séries, 2006, France.
- Culture gril, Europ'a acier architecture, no 1, 2006, France.
- Les bons enfants ministero della cultura e della communicazione, the plan - architecture & Technologies in détail, no 16, 2006, Italie.
- Gay paris, the architectural Review, no 1308, 2006, Royaume-Uni.
- Les 7  merveilles, Les cahiers de science et vie, no 91, 2006, France.
- L’Anas Vince la sfida dei concorsi, progetti e concorsi, -, 2006, Italie.
- Preis exemplarisches wohnhaus, Werkbundsiedlung wiesenfeld, -, 2006, Allemagne.
- La façade du ministère retoquée par la justice, le journal de paris, -, 2007, France.
- Le ministère de la culture condamne, le figaro, -, 2007, France.
- L'express, no 2901, 2007, France.
- Les peaux actives de Francis Soler, Cree, no 339, 2008, France.
- Constellation / entretient avec Francis Soler, Archistorm, HS #1, 2011, France.
- Dérives et naufrage budgétaires sont-ils inhérents à l'architecture, Cree, no 370, 2015, France.